# The Dinosaur and the Missing Link
Pour les articles homonymes, voir Dinosaur.
The Dinosaur and the Missing Link est un court métrage américain d'animation réalisé en 1915 par Willis O'Brien, et sorti en 1917.
Il est considéré comme le premier film d'animation image par image de l'histoire du cinéma.

## Synopsis
Trois hommes préhistoriques désirent séduire la même femme. L'un d'entre eux parviendra à ses fins en faisant croire qu'il a tué le gorille qui sème la terreur dans les environs, alors que celui-ci a en fait péri lors d'un combat contre un dinosaure.
Deux hommes préhistoriques, « The Duke » et « Stonejaw Steve », désirent faire la cour à la belle « Araminta Rockface ». Les deux hommes se bagarrent devant l'entrée de sa cave, et le Duke remporte le combat en faisant tomber son adversaire dans une marmite bouillante. C'est alors qu'arrive un troisième prétendant, « Theophilus Ivoryhead » . Araminta invite les 3 hommes à entrer dans sa cave / salle de dessin (on y voit des peintures rupestres) et s'excuse de ne pas pouvoir leur offrir de thé car celui-ci n'a pas encore été découvert !
Pendant qu'ils sont à l'intérieur, un homme-singe s'approche et avale le contenu de la marmite. C'est « Wild Willie le chaînon manquant », la terreur du voisinage. Le père d'Araminta, constatant que le repas a disparu, invite les prétendants à partir en quête de nourriture : Duke et Steve iront chasser, tandis que Theophilus pêchera.
Steve débusque une caille du désert et décoche une flèche, mais l'oiseau l'esquive en se baissant et la flèche vient se planter dans le postérieur de Duke. Pendant ce temps, Wild Willie a toujours faim et décide d'aller chasser quelques serpents. Il en trouve un et tente de l'écraser avec une pierre, mais c'est en fait la queue d'un dinosaure qui était en train de boire dans la rivière où pêche Theophilus.
Les deux créatures combattent férocement, et le dinosaure sort vainqueur. Theophilus, qui a vu la scène depuis la rivière, s'assure que le singe est bien mort avant de mettre le pied sur sa dépouille, comme un chasseur sur son trophée, impressionnant Araminta en laissant croire que le singe l'a attaqué et qu'il n'a fait que se défendre, obtenant ainsi un baiser de sa dulcinée.

## Fiche technique
- Réalisation : Willis O'Brien
- Production : Thomas Edison, Inc.
- Durée : 5 minutes

## À propos du film
- Tourné en 1915, le film ne sortit qu'en 1917 après avoir été acheté par la Compagnie Edison pour 525 $. Celle-ci financera les œuvres suivantes de O'Brien, mélangeant à nouveau dinosaures et techniques d'animation[réf. souhaitée]